# Bedeng Baru
Bedeng Baru is een bestuurslaag in het regentschap Kerinci van de provincie Jambi, Indonesië. Bedeng Baru telt 607 inwoners (volkstelling 2010).